# Rather Be Dead
Rather Be Dead är en EP av det svenska hardcorebandet Refused från 1996. Låt 1 och 3-5 spelades in i Tonteknik studios i december 1995 och låt 2 i februari 1996 i Sunlight Studios.
Skivan innehåller bl.a. låten "Jag äter inte mina vänner", där Tomas Di Leva sjunger och en cover på The Prodigys låt "Voodoo People".
Medverkande musiker är Dennis Lyxzén, Jon Brännström, Kristofer Steen, David Sandström och Magnus Björklund (bas på Tonteknik-inspelningarna). På "Jag äter inte mina vänner" spelar Magnus Höggren bas.
Baksidan på EP:n innehåller ett citat av Emma Goldman: "If I can't dance to it, it's not my revolution".

## Låtlista
Om inte annat indikeras är låtarna skrivna av Refused. 
1. "Rather Be Dead"
2. "Jag äter inte mina vänner" - (Refused, Tomas Di Leva)
3. "Circle Pit"
4. "Lick It Clean"
5. "Voodoo People" (The Prodigy)